# Вострикова, Прасковья Егоровна
Прасковья Егоровна Вострикова (Выходина) (17 октября 1919 — 1991) — передовик советского сельского хозяйства, доярка племенного молочного совхоза «Врачёво Горки» Министерства совхозов СССР, Луховицкий район Московской области, Герой Социалистического Труда (1949).

## Биография
Родилась в 1919 году в деревне Харлампеево, ныне Шатурского района Московской области в семье бедного крестьянина. С детства трудилась в сельском хозяйстве. В 1920-х годах вместе с семьёй переехала на постоянное место жительство в село Врачёво-Горки, ныне Луховицкого района Московской области. Здесь, будучи ребёнком трудилась наравне со взрослыми: мыла полы, стирала бельё, выполняла совсем не детскую работу.
С 1933 года работала дояркой племенного молочного совхоза «Врачёво Горки». Очень быстро освоила профессию и вышла в передовики производства. В суровые году войны продолжала свою трудовую деятельность в животноводстве. В 1948 году достигла высоких производственных результатов, сумев получить от каждой из восьми закреплённых коров по 5984 килограмма молока с содержанием 212 килограммов молочного жира от каждой коровы в среднем за год.
За получение высокой продуктивности животноводства в 1948 году при выполнении совхозом плана сдачи государству продуктов животноводства и выполнении государственного плана развития животноводстваповсем видам скота, Указом Президиума Верховного Совета СССР от 9 октября 1949 года Прасковье Егоровне Выходиной было присвоено звание Героя Социалистического Труда с вручением ордена Ленина и золотой медали «Серп и Молот».
В дальнейшем продолжала трудовую деятельность, показывала высокие результаты в труде управляясь группой в 25 коров. Вышла замуж и поменяла фамилию на Вострикова.
Проживала в селе Врачёво-Горки Луховицкого района Московской области. Умерла в 1991 году.

## Награды
За трудовые успехи удостоена:
- золотая звезда «Серп и Молот» (09.10.1949),
- орден Ленина (09.10.1949),
- Орден Трудового Красного Знамени
- другие медали.